# Nuoto di fondo ai campionati europei di nuoto 2022 - 10 km femminili
La gara dei 10 km in acque libere femminile ai Campionati europei di nuoto 2022 si è svolta il 21 agosto al Lido di Ostia, in Italia.

## Medaglie
| Posizione | Atleti            | Paese      |
| --------- | ----------------- | ---------- |
| Oro       | Leonie Beck       | Germania   |
| Argento   | Ginevra Taddeucci | Italia     |
| Bronzo    | Angélica André    | Portogallo |

## Risultati
La gara ha avuto inizio alle 10:00 (UTC+1 ora locale).
| Pos.              | Atleta                | Nazionalità | Tempo     |
| ----------------- | --------------------- | ----------- | --------- |
| Oro               | Leonie Beck           | Germania    | 2:01:13.4 |
| Argento           | Ginevra Taddeucci     | Italia      | 2:01:15.2 |
| Bronzo            | Angélica André        | Portogallo  | 2:01:16.4 |
| 4                 | Sharon van Rouwendaal | Paesi Bassi | 2:01:16.6 |
| 5                 | Rachele Bruni         | Italia      | 2:01:31.5 |
| 6                 | Anna Olasz            | Ungheria    | 2:01:33.4 |
| 7                 | Giulia Gabbrielleschi | Italia      | 2:02:09.3 |
| 8                 | Madelon Catteau       | Francia     | 2:02:17.7 |
| 9                 | Aurélie Muller        | Francia     | 2:02:21.6 |
| 10                | Réka Rohács           | Ungheria    | 2:03:22.3 |
| 11                | María de Valdés       | Spagna      | 2:03:25.9 |
| 12                | Alena Benešová        | Rep. Ceca   | 2:03:28.8 |
| 13                | Lea Boy               | Germania    | 2:04:44.3 |
| 14                | Špela Perše           | Slovenia    | 2:06:10.8 |
| 15                | Vivien Balogh         | Ungheria    | 2:07:11.2 |
| 16                | Ángela Martínez       | Spagna      | 2:07:13.4 |
| 17                | Eva Fabian            | Israele     | 2:07:23.8 |
| 18                | Mafalda Rosa          | Portogallo  | 2:07:36.3 |
| 19                | Ella Dyson            | Regno Unito | 2:07:53.1 |
| 20                | Arianna Valloni       | San Marino  | 2:13:27.5 |
| 21                | Fleur Lewis           | Regno Unito | 2:13:30.1 |
|                   | Nefeli Giannopoulou   | Grecia      | dnf       |
| Jeannette Spiwoks | Germania              | dnf         |           |
|                   | Klaudia Tarasiewicz   | Polonia     | dns       |